# Sorbaria sorbifolia
Espèce
Classification phylogénétique
La Sorbaire à feuilles de sorbier, ou Fausse spirée à feuilles de sorbier (Sorbaria sorbifolia), est une espèce de plantes à fleurs de la famille des Rosaceae. C'est un arbuste originaire de Sibérie et de l'Asie de l'Est.
Son nom chinois est 珍珠梅; son nom russe, Рябинник рябинолистный.

## Description
La sorbaire à feuilles de sorbier, espèce type du genre, en a donc toutes les caractéristiques :
- il s'agit d'un arbuste caduc, vivace, de taille ne dépassant pas trois mètres ;
- il peut drageonner assez abondamment :
- les feuilles sont composées imparipennées ;
- les stipules sont persistants ;
- la floraison débute fin mai et se poursuit jusqu'en septembre ;
- les fleurs sont blanches, de moins d'un centimètre de diamètre, en panicules pyramidaux ;
- elles ont cinq sépales, cinq pétales, cinq pistils et de nombreuses étamines (40 à 50) (il s'agit d'une caractéristique générale de la famille) ;
- les étamines sont deux fois plus longues que les pétales ;
- les fruits sont des follicules déhiscents avec peu de graines (caractéristique de la sous-famille).

Sorbaria sorbifolia compte 36 chromosomes.

## Répartition
Cette espèce est originaire de Sibérie (de l'Oural au Kamtchatka, y compris Sakhaline), de Chine, de Corée, de Mongolie et du Japon. Elle est largement répandue actuellement dans tous les pays à climat tempéré.
Son habitat naturel est semi-forestier, sur sol frais en milieu non aride. Elle prospère en lisière de forêts et en ripisylves où elle peut former des espaces denses et impénétrables en raison de sa propension à drageonner.

## Position taxinomique
Cette espèce avait été placée par Carl von Linné en 1753 dans le genre Spirea : Spirea sorbifolia (L.), en raison de son affinité avec les spirées.
En 1829, Nathaniel Wallich la déplace dans le genre Schizonotus : Schizonotus sorbifolius (L.) Lindl. ex Wall. Le nom de genre était cependant invalide.
En 1838, Constantine Samuel Rafinesque en fait le basionyme du genre Basilima : Basilima sorbifolia (L.) Raf.
En 1860, Alexander Karl Heinrich Braun en fait l'espèce-type du nouveau genre qu'il décrit, Sorbaria.
En 1908, Per Axel Rydberg tente à nouveau de la remettre dans le genre Schizonotus : Schizonotus sorbifolius (L.) Lindl. ex Rydb., mais le nom de genre reste tout autant invalide.
Des variétés botaniques sont reconnues :
- - Sorbaria sorbifolia var. kirilowii (Regel & Tiling) Ito (1900) : voir Sorbaria kirilowi (Regel & Tiling) Maxim.
  - Sorbaria sorbifolia var. stellipila Maxim. (1879) - synonyme : Sorbaria stellipila (Maxim.) C.K.Schneid.
  - Sorbaria sorbifolia var. typica C.K.Schneid. (1905)

## Utilisation
Cette espèce connaît une importante diffusion comme plante ornementale en France, pour sa floraison et sa robustesse (elle résiste à des températures de -20 °C).
La principale variété horticole est Sorbaria sorbifolia 'Sem'.

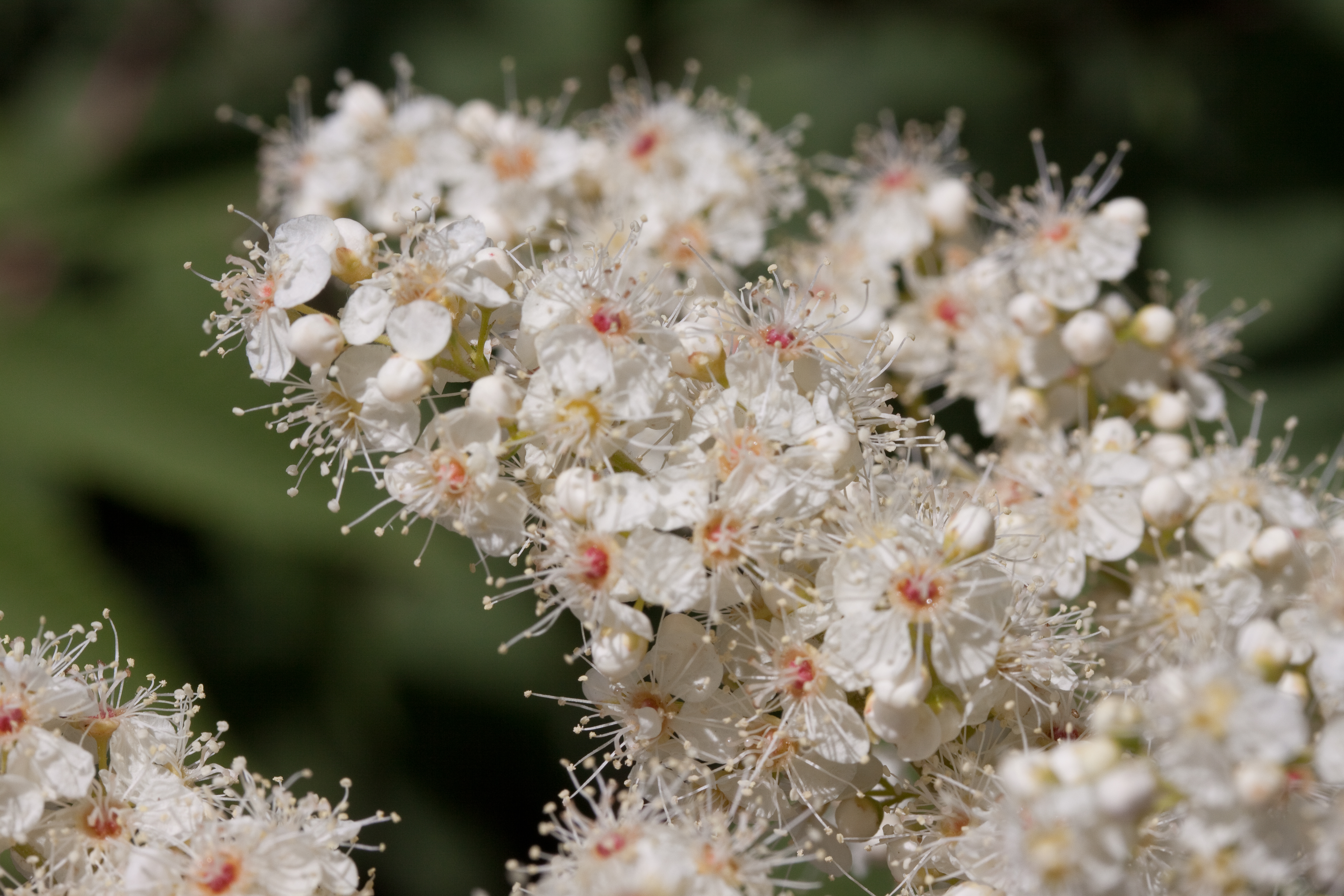
Fleurs
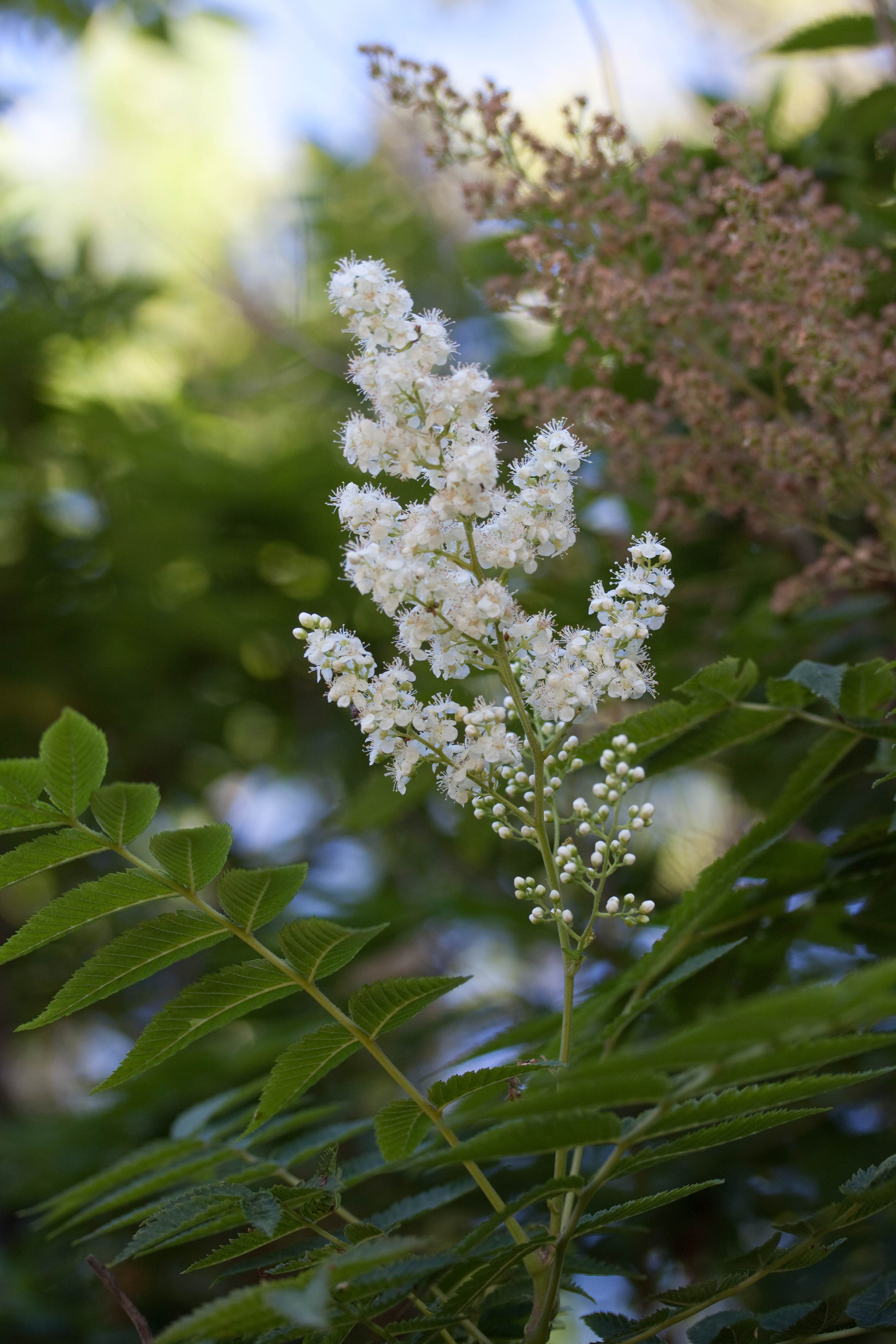
Fleurs
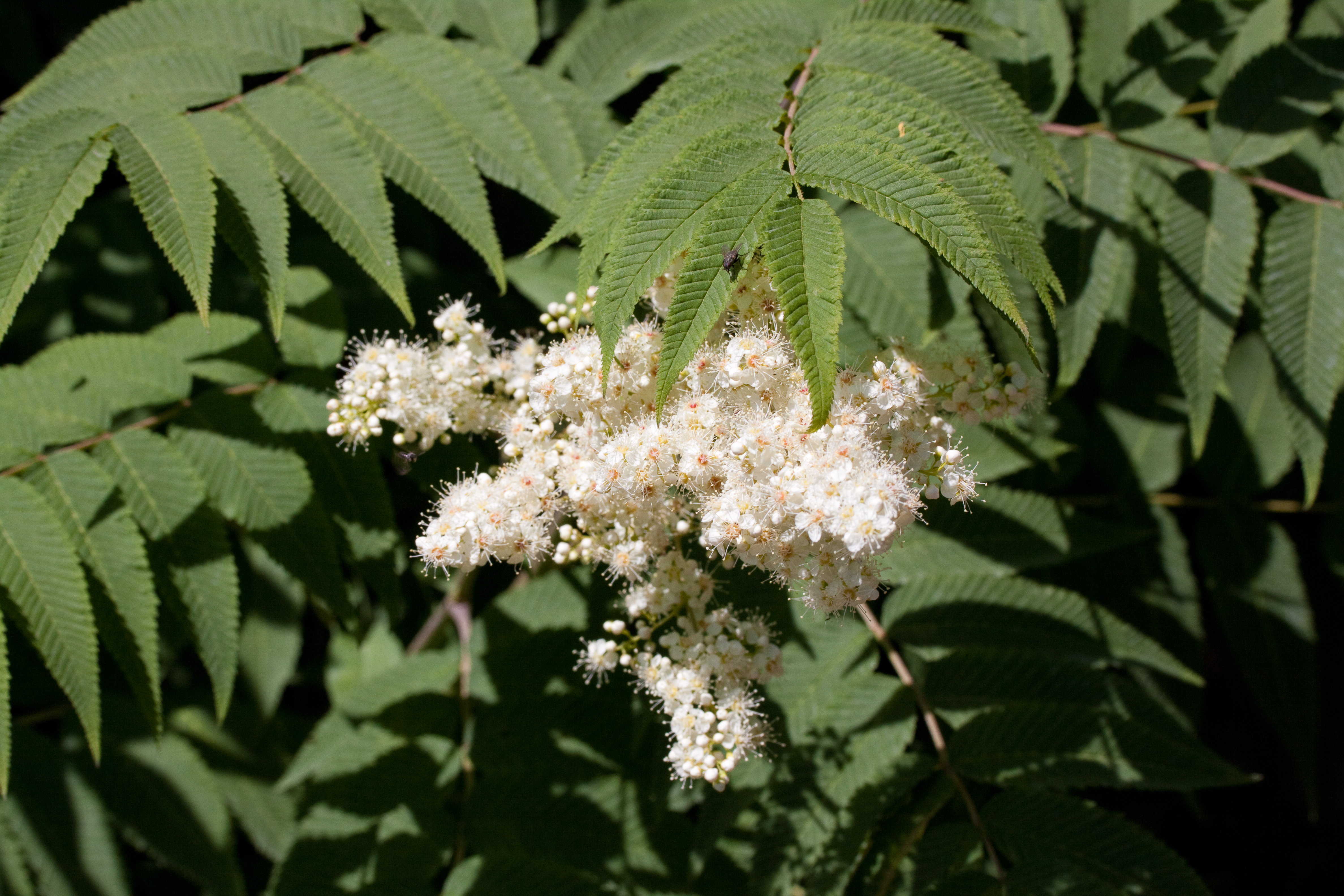
Fleurs
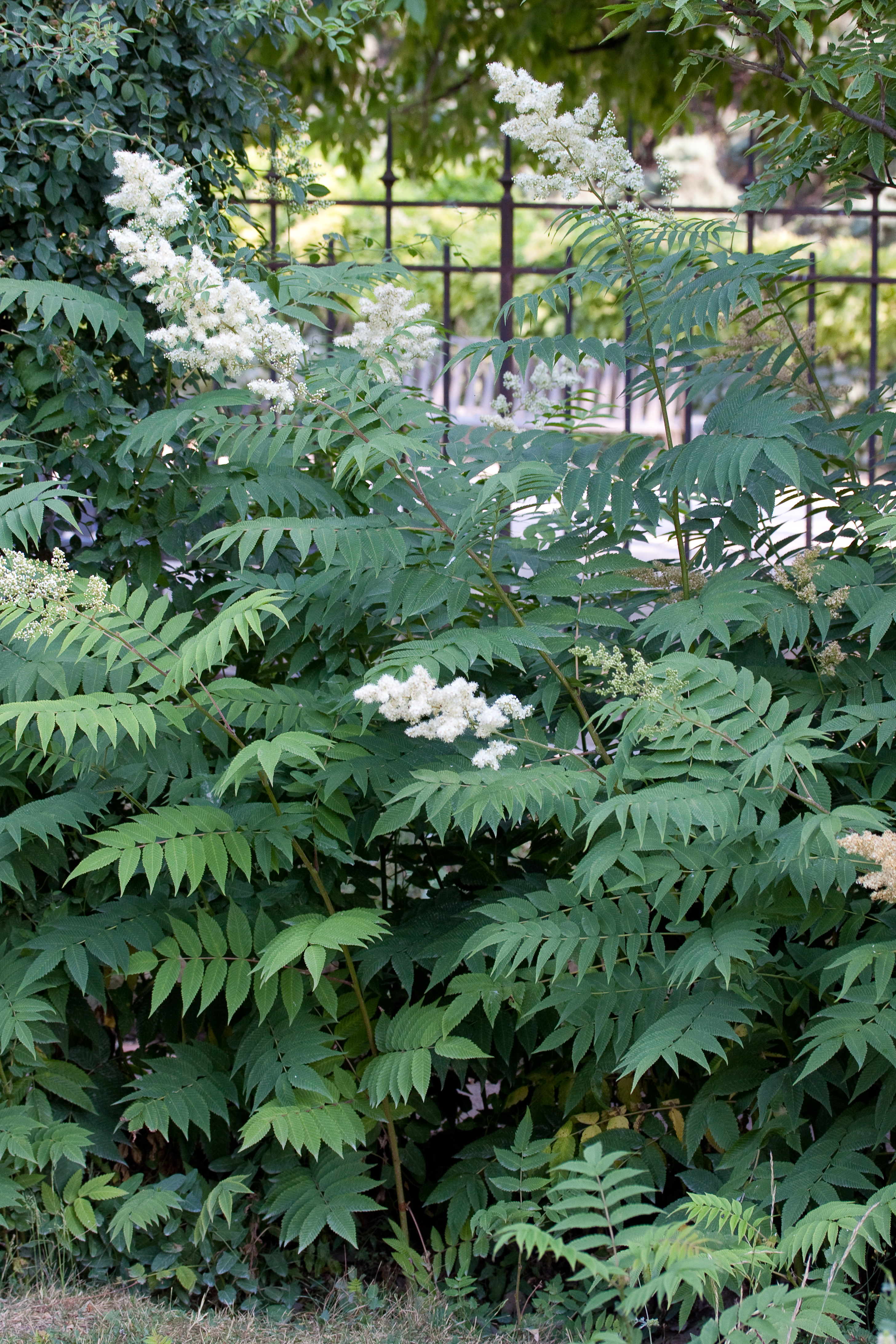
Drageons